# Tenjin
Tenjin (jap. 天神) ist im Shintō der Kami der Gelehrsamkeit, Kalligraphie, Schreibkunst und der Schutzgott der Schreiber und Gelehrten. Das zugehörige Glaubenssystem wird als Tenjin Shinkō (天神信仰) bezeichnet.

## Überblick
Tenjin ist die Vergötterung des Sugawara no Michizane und in dieser Form teilweise identisch mit Raijin, dem Donnergott. Der Dichter, Kalligraph und Hofadlige Michizane erreichte in der japanischen Regierung im späten 9. Jahrhundert große Bedeutung, fiel aber zu Beginn des 10. Jahrhunderts Komplotten seines Rivalen Fujiwara no Tokihira zum Opfer. Er wurde abgesetzt und nach Kyushu ins Exil geschickt. Er starb dort im Jahre 903 im Alter von 59 Jahren. Unmittelbar danach wurde die Hauptstadt von heftigem Regen und Gewittern heimgesucht, viele der führenden Fujiwara starben und durch Blitzschlag verursachte Feuer und Überschwemmungen zerstörten viele ihrer Residenzen.
Der Hof schloss daraus, dass die Probleme durch Michizanes wütenden Geist verursacht würden und der Kaiser setzte ihn – um ihn zu befrieden – in alle seine Ämter wieder ein, verbrannte die Order, ihn ins Exil zu schicken und ordnete an, dass er unter dem Namen "Tenjin" (was 'Himmelsgott' bedeutet) zu verehren sei. Ein Schrein wurde in Kitano gebaut, erlangte sofort den ersten Rang unter den offiziellen Schreinen Japans und wurde direkt von der Regierung unterstützt.
Für die nächsten Jahrhunderte war Tenjin ein Gott der Naturkatastrophen, verehrt um ihn friedlich zu stimmen und seine Flüche zu vermeiden. Michizane war jedoch auch einer der berühmtesten Dichter und Gelehrten der Heian-Zeit gewesen. In der Edo-Zeit begannen Gelehrte und Erzieher daher, ihn als Schutzpatron der Gelehrsamkeit anzusehen. Heute hat diese Rolle im Volksglauben seine Stellung als Gott der Naturkatastrophen völlig verdrängt. 

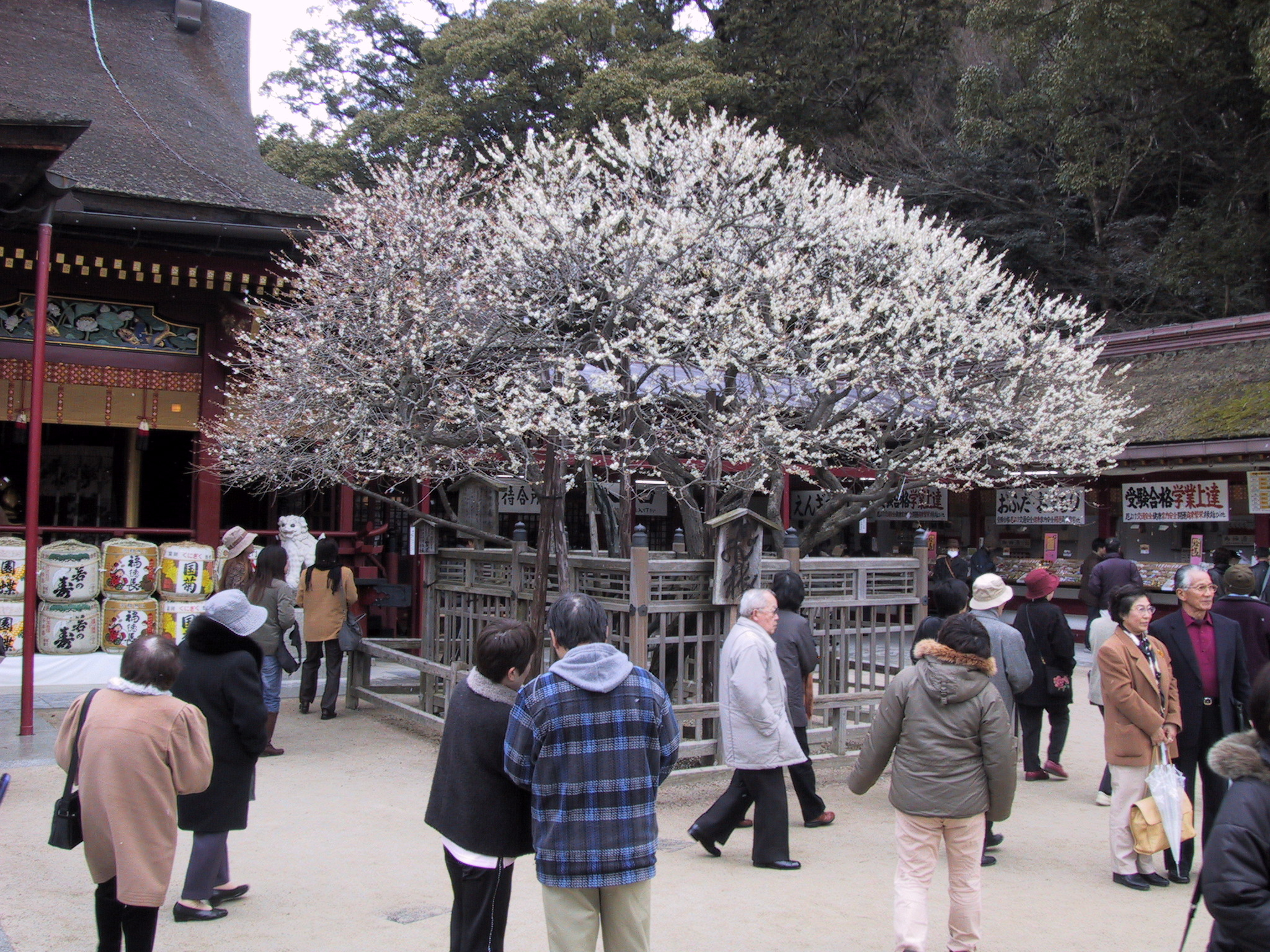
Der Ume-Baum, der angeblich nach Kyushu flog, um bei Sugawara no Michizane zu sein

Tenjins Einfluss wird heute als besonders wichtig für das Bestehen von Prüfungen angesehen. So erbitten viele Schüler, Studenten und deren Eltern vor wichtigen Aufnahmeprüfungen vor seinem Schrein Erfolg und kehren im Erfolgsfall zurück, um ihm für den Erfolg zu danken. 
Michizane liebte Ume-Bäume sehr, er schrieb im Exil ein berühmtes Gedicht, in dem er über die Abwesenheit eines bestimmten Ume-Baumes klagte, den er in der Hauptstadt geliebt hatte. Die Legende sagt, dass dieser von Kyoto nach Dazaifu in Kyushu flog, um bei ihm zu sein und dass dieser Baum noch heute bei seinem Schrein steht.
Schreine des Tenjin sind daher oft mit vielen Ume-Bäumen bepflanzt. Durch einen glücklichen Zufall blühen diese Bäume im Februar, der Jahreszeit, zu der die Prüfungsergebnisse bekanntgegeben werden. So veranstalten viele Schreine zu dieser Zeit ein Fest.
Der Stier ist ein Tier, was man in besondere Verbindung mit Tenjin bringt.
Die Hauptschreine dieses Kami sind der Kitano Tenman-gū in Kyōto, Dazaifu Tenman-gū in Kyushu und der Ōsaka Tenman-gū in Ōsaka. Mit über 14.000 weiteren Tenjin-Schreinen (sog. Tenman-gū (天満宮)) ist diese Kategorie von Shintō-Schreinen die dritthäufigste in Japan.